# 青阳薹草
青阳薹草（学名：Carex qingyangensis），莎草科薹草属植物。分布于中国安徽等地，见于山坡林缘，属中国原产的植物（非从国外引种）。